# Zimmer 483 Tour
Tournées par Tokio Hotel
Schrei Tour 
 (2005-2006) 1000 Hotels World Tour 
(2008)
Zimmer 483 Tour est la 2e tournée du groupe allemand Tokio Hotel. Elle s'est déroulée tout le long de l'année 2007 en trois parties. La tournée est passée par plus de 25 pays d'Europe (Allemagne, Pologne, République tchèque, Suisse, Hongrie, Slovaquie, France, Russie, Italie, Suède, Espagne, Royaume-Uni, Kazakhstan, Biélorussie, Lettonie, Finlande, Ukraine, Pays-Bas, Belgique...).

## Set-List
1. Übers Ende der Welt
2. Reden
3. Ich Brech aus
4. Spring nicht
5. Der letzte Tag
6. Wo sind eure Hände
7. Durch den Monsun
8. Wir stierben niemals aus
9. Stich ins Glück
10. Ich Bin nicht ich
11. Schrei
12. Vergessene Kinder
13. Leb' die Sekunde
14. Heilig
15. Totgeliebt
16. In die Nacht
17. Rette mich
18. An Deiner Seite (Ich bin da)

## Dates et lieux des concerts
| Date              | Ville                 | Pays               | Salle                                     |
| ----------------- | --------------------- | ------------------ | ----------------------------------------- |
| 3 avril 2007      | Prague                | République tchèque | Sazka Arena                               |
| 5 avril 2007      | Varsovie              | Pologne            | Halle Torwar                              |
| 7 avril 2007      | Ostrava               | République tchèque | CEZ Arena                                 |
| 8 avril 2007      | Bratislava            | Slovaquie          | Incheba                                   |
| 10 avril 2007     | Budapest              | Hongrie            | SYMA Hall                                 |
| 11 avril 2007     | Vienne                | Autriche           | Stadthalle                                |
| 13 avril 2007     | Kempten               | Allemagne          | Big Box                                   |
| 14 avril 2007     | Zurich                | Suisse             | Hallenstadion                             |
| 15 avril 2007     | Francfort-sur-le-Main | Allemagne          | Festhalle                                 |
| 17 avril 2007     | Paris                 | France             | Zénith de Paris                           |
| 18 avril 2007     | Nancy                 | France             | Zénith de Nancy                           |
| 20 avril 2007     | Nuremberg             | Allemagne          | Arena Nürnberger Versicherung             |
| 21 avril 2007     | Mannheim              | Allemagne          | SAP Arena                                 |
| 23 avril 2007     | Stuttgart             | Allemagne          | Hanns-Martin-Schleyer-Halle               |
| 24 avril 2007     | Munich                | Allemagne          | Olympiahalle                              |
| 26 avril 2007     | Berlin                | Allemagne          | Velodrom                                  |
| 27 avril 2007     | Leipzig               | Allemagne          | Arena Leipzig                             |
| 28 avril 2007     | Düsseldorf            | Allemagne          | ISS Dome                                  |
| 29 avril 2007     | Brême                 | Allemagne          | AWD-Dome                                  |
| 1er mai 2007      | Hambourg              | Allemagne          | Color Line Arena                          |
| 2 mai 2007        | Oberhausen            | Allemagne          | König-Pilsener-Arena                      |
| 4 mai 2007        | Trèves                | Allemagne          | Arena Trèves                              |
| 5 mai 2007        | Hanovre               | Allemagne          | TUI Arena                                 |
| 9 mai 2007        | Paris                 | France             | Le Trabendo                               |
| 14 mai 2007       | Cologne               | Allemagne          | Köln Arena                                |
| 23 mai 2007       | Bologne               | Italie             | TRL                                       |
| 1er juin 2007     | Moscou                | Russie             | Muz TV                                    |
| 2 juin 2007       | Saint-Pétersbourg     | Russie             | Palais de glace Saint-Pétersbourg         |
| 12 juin 2007      | Stockholm             | Suède              | Bengans                                   |
| 14 juin 2007      | Madrid                | Espagne            | MTV Day                                   |
| 15 juin 2007      | Milan                 | Italie             | Festivalbar                               |
| 16 juin 2007      | Paris                 | France             | Parc départemental de l'île Saint-Germain |
| 19 juin 2007      | Londres               | Royaume-Uni        | O2 Academy Islington                      |
| 21 juin 2007      | Paris                 | France             | Fête de la musique                        |
| 6 juillet 2007    | Bobital               | France             | Festival des Terre-Neuvas                 |
| 14 juillet 2007   | Paris                 | France             | Concert de la Fraternité                  |
| 21 juillet 2007   | Almaty                | Kazakhstan         | Medeu                                     |
| 3 septembre 2007  | Riga                  | Lettonie           | Riga Arena                                |
| 12 septembre 2007 | Helsinki              | Finlande           | Hartwall Arena                            |
| 25 septembre 2007 | Kiev                  | Ukraine            | Palais des sports de Kiev                 |
| 27 septembre 2007 | Moscou                | Russie             | Stade Loujniki                            |
| 30 septembre 2007 | Milan                 | Italie             | Alcatraz                                  |
| 6 octobre 2007    | Tel Aviv              | Israël             | Gane HaTa'arucha                          |
| 8 octobre 2007    | Amsterdam             | Pays-Bas           | Heineken Music Hall                       |
| 10 octobre 2007   | Clermont-Ferrand      | France             | Zénith d'Auvergne                         |
| 11 octobre 2007   | Lyon                  | France             | Halle Tony-Garnier                        |
| 14 octobre 2007   | Bruxelles             | Belgique           | Forest National                           |
| 16 octobre 2007   | Paris                 | France             | Bercy                                     |
| 17 octobre 2007   | Nantes                | France             | Zénith de Nantes                          |
| 19 octobre 2007   | Marseille             | France             | Le Dôme                                   |
| 20 octobre 2007   | Montpellier           | France             | Zénith                                    |
| 22 octobre 2007   | Toulouse              | France             | Zénith de Toulouse                        |
| 23 octobre 2007   | Bordeaux              | France             | Patinoire de Mériadeck                    |
| 25 octobre 2007   | Lille                 | France             | Zénith de Lille                           |
| 26 octobre 2007   | Amnéville             | France             | Galaxie                                   |
| 28 octobre 2007   | Nice                  | France             | Palais Nikaïa                             |
| 29 octobre 2007   | Toulon                | France             | Zénith Oméga de Toulon                    |
| 30 octobre 2007   | Milan                 | Italie             | DatchForum                                |
| 4 novembre 2007   | Essen                 | Allemagne          | Grugahalle                                |

## Autres informations
- 28/07/2007 - Kazakhstan - Alamaty fut annulé pour des raisons inconnues.

- 19/10/2007 - France, Marseille (Dôme) et 20/10/2007 - France, Montpellier (Zenith) furent annulés car le chanteur (Bill Kaulitz) a eu une extinction de voix.

- Lors du concert en Allemagne le 4 novembre 2007 à Essen, le groupe ajouta la piste 1000 Meere en avant-première.

## Musiciens
- Bill Kaulitz : voix
- Tom Kaulitz : guitare
- Georg Listing : basse
- Gustav Schäfer : batterie